# Super Moscato Show
 (décembre 2022).
Le Super Moscato Show est une émission de radio sur RMC présentée par Vincent Moscato. Elle a été créée sous le nom de Moscato Show en octobre 2007 et renommée selon son intitulé actuel en août 2014.

## Contenu
L'émission, consacrée à l'actualité sportive, se compose de résultats sportifs, de débats et d'interviews de personnalités invitées.

## Histoire

### Première formule
L'émission arrive sur les ondes de RMC le lundi 22 octobre 2007. Vincent Moscato se donne pour mission de commenter l'actualité sportive entouré des différents consultants de la station parmi Guy Kédia, Éric Di Meco, Luis Fernandez, Jean-Michel Larqué, Rolland Courbis, Karim Zéribi, Serge Simon, Philippe Saint-André, Thomas Lombard, Denis Charvet, Philippe Oustric, Maryse Ewanje-Epée, Patrice Dominguez, Sarah Pitkowski et Daniel Costantini. Lors de la dernière demi-heure, Christophe Cessieux présente Le 30 minutes de RMC Sport. Pour la première, Guy Kédia, Jean-Michel Larqué et Patrick Tambay entourent l'animateur[pertinence contestée].
En mai 2008, Vincent Moscato recentre son équipe autour de chroniqueurs quasi quotidiens alors que, jusque-là, les chroniqueurs tournaient régulièrement. Seuls Éric Di Meco et Maryse Éwanjé-Épée continuent de participer à l'émission en alternance[source insuffisante]. Le journaliste Pierre Dorian accompagne Vincent Moscato toute l'émission.
En janvier 2012, le rugbyman Sébastien Chabal et le handballeur Nikola Karabatic rejoignent l'équipe du Moscato Show. Chabal est présent chaque lundi pour décortiquer l'actualité rugby du week-end. Tous les mardis, Karabatic évoque sa préparation aux Jeux olympiques.
En mars 2012, le pilote de Formule 1 Romain Grosjean rejoint également le Moscato Show. Il est présent chaque vendredi avant les Grands Prix de Formule 1.

### Deuxième formule
Initialement programmée de 18 h à 20 h, l'émission est prolongée d'une heure, étant alors diffusée de 16 h à 19 h à partir d'août 2014. Outre le prolongement d'une heure, cette nouvelle formule est marquée par les arrivées de Jacques Monclar et de Bernard Laporte. Le concept change également puisque les chroniqueurs ne commentent plus simplement l'actualité sportive mais répondent également à un quiz présenté par Adrien Aigoin en fin de deuxième heure (Le Kikadi ou Le Qui qu'a dit).
Début 2015, Julien Cazarre rejoint l'équipe de Super Moscato Show pour animer une chronique quotidienne. Il y présente chaque jour Le débat de la question pourrie avec humour.
Cette prolongation permet à l'émission de gagner de nouveaux auditeurs.
À la rentrée 2015, l'émission change d'horaire, étant dorénavant proposée de 16 h à 18 h. Julien Cazarre devient membre de l'équipe à part entière, présent de 16 h à 18 h.
À la rentrée 2016, Julien Cazarre quitte RMC, il est remplacé autour de la table par Adrien Aigoin, qui jusqu'en 2016, était le producteur de l'émission et animait seulement les quiz de fin d'émission. Frank Leboeuf intègre l'équipe de chroniqueur, mais uniquement le mercredi car selon Vincent "Le Mercredi c'est calvitie"
En décembre 2016, Jacques Monclar et Bernard Laporte quittent RMC. Ils souhaitent se consacrer respectivement à son rôle de consultant sur beIN Sports et à son rôle de président de la Fédération française de rugby à XV.
Le 16 novembre 2017, RMC propose un numéro spécial du Super Moscato Show à 16 h pour les 10 ans de l'émission.
À partir de la rentrée 2018, l'émission est également diffusée en simultané à la télévision du lundi au jeudi sur RMC Sport 1.
Le 7 octobre 2019, Tony Parker rejoint les chroniqueurs de l'émission pour la saison 2019-2020.

## Délocalisations et émissions spéciales

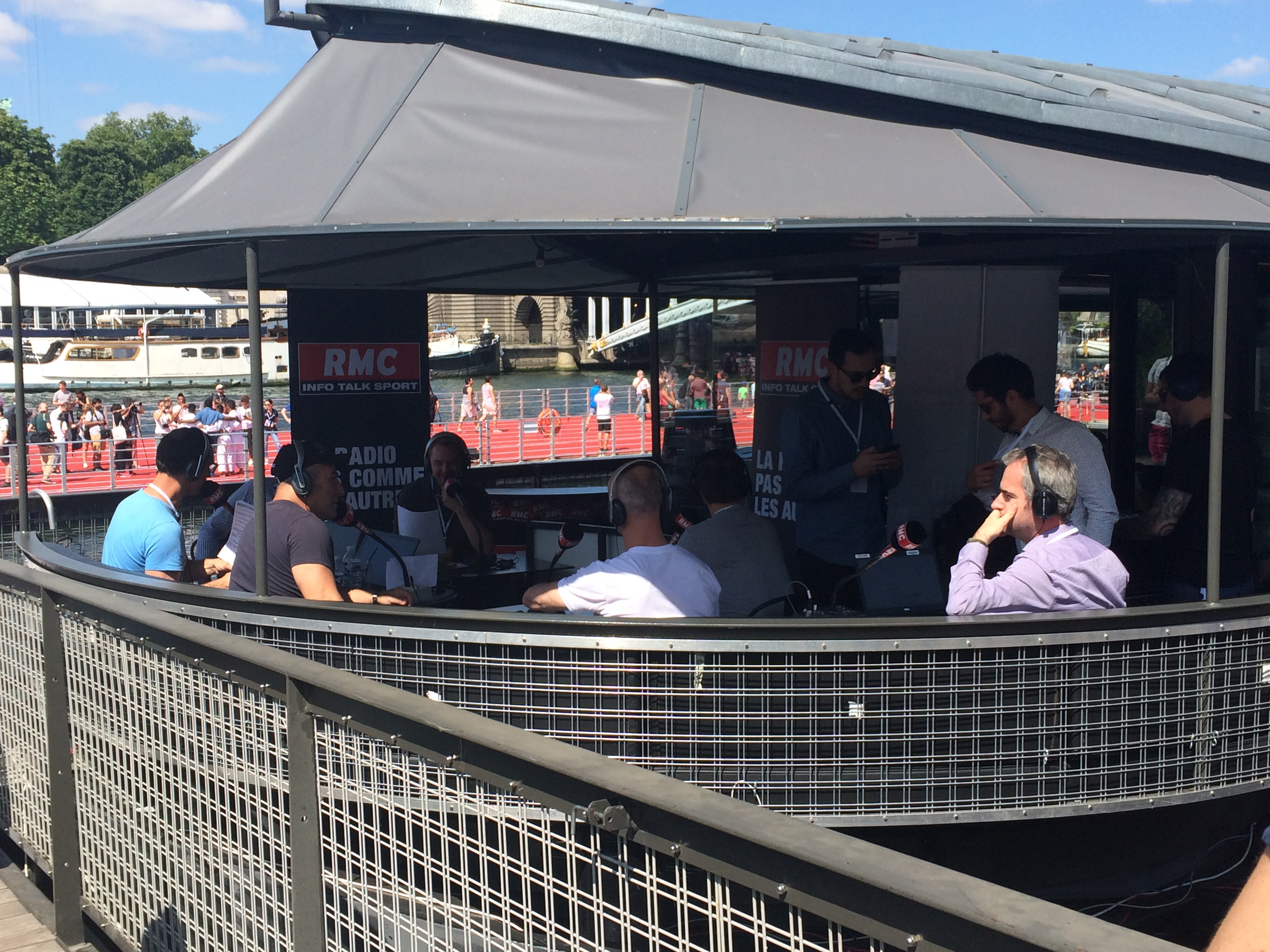
Délocalisation de l'émission pendant les journées olympiques organisées en juin 2017.

Au mois d'août 2008, lors des Jeux olympiques d'été, Vincent Moscato anime son émission en direct de Pékin en compagnie de tous les consultants de la Dream Team RMC entre 16 h et 18 h. Le secrétaire d'état aux sports Bernard Laporte y anime une chronique Le regard de Bernard Laporte.
Pendant les Jeux olympiques d'hiver de 2010 à Vancouver, au Canada, du 12 au 28 février, l'émission se déroule dans les studios de RMC à Whistler avec la compagnie des consultants de la Dream Team RMC : Christel Pascal, Sébastien Amiez, Jean-Luc Crétier et Edgar Grospiron.
Pour la coupe du monde de rugby 2011 en Nouvelle-Zélande, du 8 septembre au 21 octobre, Vincent Moscato anime l'émission en direct de l'Atelier Renault sur les Champs-Élysées en simultané sur RMC et Dailymotion entouré des consultants de la Dream Team RMC : Sébastien Chabal, Bernard Laporte, Philippe Saint-André, Serge Simon, Richard Pool-Jones, Thomas Lombard et Denis Charvet.
Le 10 décembre 2013 et le 9 octobre 2014, Mike Tyson est l'invité exceptionnel de Vincent Moscato et son équipe.
Le 26 mai 2016 l'émission est délocalisée au café des sports de Gaillac fief de Vincent Moscato. A domicile il perdra comme souvent au KiKaDi face à Éric Di Meco.
Le 15 juin 2017, de 20h à 22h, est organisé le premier championnat du monde de KiKaDi (le jeu quotidien de fin d'émission) sous la forme d'un tournoi où le vainqueur remporte un voyage à Minneapolis pour assister au Super Bowl 2018. Pour cette occasion ont été invités pour la première heure d'émission, le chanteur, supporter bordelais, Pascal Obispo et le chef, amateur de rugby, Yves Camdeborde. Les deux membres historiques de l'After Foot, Gilbert Brisbois et Daniel Riolo participent également à un match en début de deuxième heure. L'émission sera également marquée, comme à l'habitude, par une bataille d'égo entre Moscato et Di Meco... Ce sera d'ailleurs le marseillais qui prendra, comme souvent, le dessus sur le tarnais. La revanche a lieu presque un an plus tard, le 30 mai 2018.
Le 16 novembre 2017, à l'occasion de son dixième anniversaire, l'émission se déroule sur un bateau-mouche sur la Seine. A cette occasion, les meilleurs souvenirs de l'émission sont évoqués et de nombreux invités sont réunis : les rugbymen Max Guazzini, Bernard Laporte, Philippe Saint-André, Philippe Guillard, les boxeurs Brahim Asloum, Franck et Christophe Tiozzo mais aussi Yann Lavoix (journaliste sportif) ou encore François Pesenti (journaliste sportif devenu directeur général d'RMC Sport.[réf. nécessaire]
Le 21 mars 2018, l'émission se déroule à Reims à l'occasion du passage du trophée de la Coupe du monde de football dans la ville.[réf. nécessaire]
Le 25 mai 2018, à l'occasion des demi-finales du Top 14 au Groupama Stadium, l'émission se déroule Place Bellecour à Lyon.[réf. nécessaire]
Le 22 février 2019, l'émission se déroule en direct de Marseille à l'occasion de l'Open 13.[réf. nécessaire]
L'invité est Adil Rami, vainqueur de la Coupe du monde de football de 2018 et joueur de l'Olympique de Marseille.
Le 21 avril puis le 2 mai 2022, l'émission se déroule respectivement dans les centres d'entraînement du Rugby Club Toulonnais et du Racing 92. En juin 2022 est organisée la "Tournée du Moscato Show": une semaine complète d'émissions délocalisées, d'abord dans un bar de la Rue Princesse, en plein centre de Paris, puis à Bordeaux, Toulouse, Montpellier et enfin Nice. Opération répétée l'année suivante à Paris, Marseille, Lyon, Bayonne et San Sebastian

## Polémique
Le 2 décembre 2011, le CSA met en garde la radio pour une « certaine complaisance à l’égard des auteurs présumés » d'agression sexuelle, en l’occurrence des joueurs de l'équipe d'Angleterre de Rugby,.

## Défis
Le 18 janvier 2015 à Courbevoie, Vincent Moscato remporte une course de 50 mètres en nage libre contre Yannick Agnel qui lui a laissé 30 mètres d'avance[source insuffisante].
À la suite de l'appel à candidature de la FFR pour le poste de sélectionneur du XV de France, Moscato envoie son dossier pour devenir sélectionneur. Il a dévoilé tout son staff : au niveau des avants, il compte s'entourer de Sylvain Marconnet, « le plus à même de redonner une tenue à notre mêlée », ainsi que d'Olivier Roumat, « exclusivement chargé de la touche ». Denis Charvet s'occuperait lui des trois-quarts, « un adepte du beau jeu ». Ponctuellement, il contacterait Jean-Pierre Rives afin que celui-ci « apporte du sourire à cette équipe de France ». Le reste du staff fait plus dans l'originalité avec Bill Belichick, l'entraîneur des New England Patriots (NFL) à qui il confierait la défense tricolore. Pour le jeu au pied, il aimerait « s'inspirer de Dimitri Yachvili qui avait travaillé avec Jean-Michel Larqué » en faisant appel de temps en temps à l'expérience d'Éric Di Meco. Il fera aussi appel à Philippe Etchebest aux fourneaux[source insuffisante].